# 人工巣塔

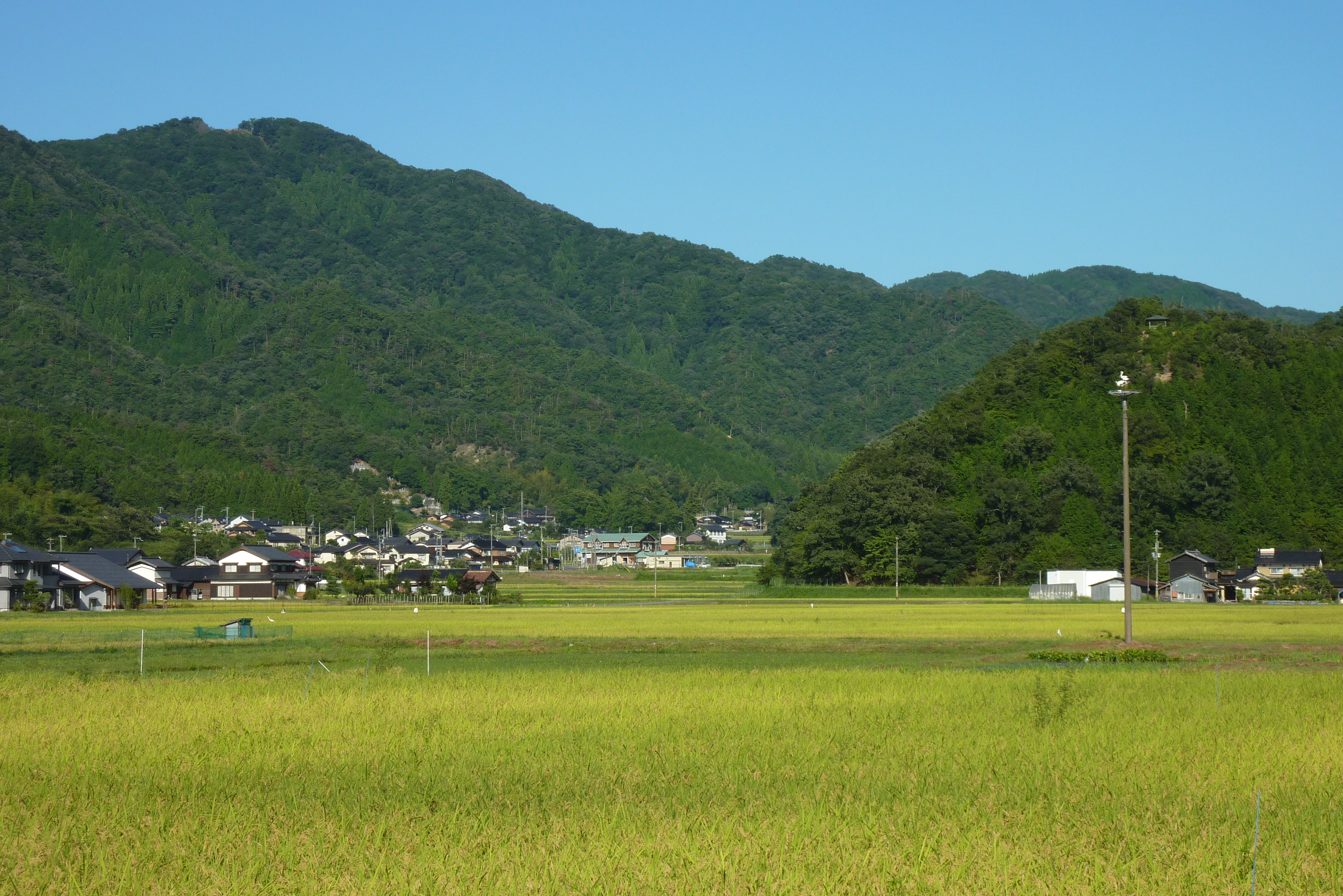
人工巣塔

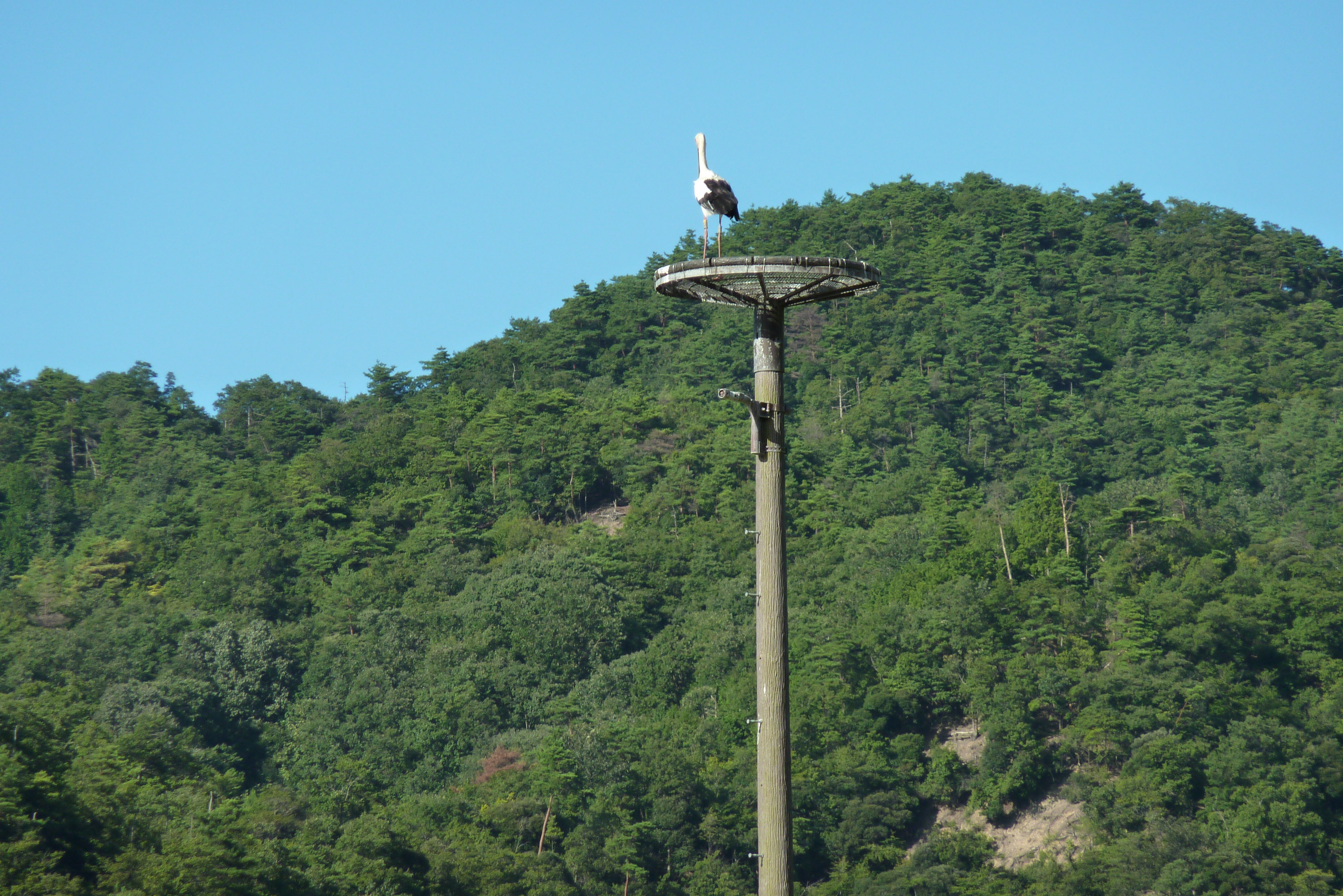
巣台

人工巣塔（じんこうすとう）とは国の特別天然記念物に指定されたコウノトリが営巣するために設置された塔。日本では兵庫県豊岡市を中心に北陸地方や中国地方に設置されている。

## 構造
高さ11mから13mの鉄筋コンクリート柱の頂上部に、直径約1.6mの鋼製の巣台が取り付けられているものが主流である。円台の上に木の枝や藁など巣材を敷いて巣を作り、コウノトリが留まったり、子育てを行えるようになっている。
1959年に但馬コウノトリ保存会が兵庫県豊岡市の百合地地区に建設して以来、市内各所に設置され、
2007年5月20日には百合地地区の人工巣塔において日本の自然界では43年ぶりにヒナが誕生し、同年7月31日には46年ぶりに巣立った。2009年に完成したハチゴロウの戸島湿地には2台のライブカメラ「コウノトリライブカメラ」が設置されており、巣台で暮らすコウノトリの様子をインターネットを通じて誰でも観察する事が出来る。

## 設置箇所
設置に係わる費用は行政の出資だけではなく、民間企業や市民団体による出資も多い。

### 茨城県
- 神栖市矢田部　-　2020年4月設置[1]

### 栃木県小山市
- 下生井地区　-　２基設置[2]
- 上生井地区[2]
- 乙女地区[2]
- 渡良瀬遊水地内[2]

### 福井県
- 福井市鶉地区　-　2019年11月に設置[3]
- 坂井市春江町上小森　-　2020年2月に設置[4]
- 鯖江市吉川地区　-　2018年10月に設置[5]
- 越前市中野町　-　平成23年8月24日に設置[6]
- 越前市下中津原町　-　平成24年8月9日に設置[6]
- 越前市安養寺町　-　平成24年10月13日に設置[6]
- 越前市大塩町　-　平成25年11月17日に設置[6]
- 越前市矢船町　-　平成25年11月22日に設置[6]
- 越前市菖蒲谷町　-　2020年11月に設置[7]
- 丹生郡越前町八田　-　2023年4月に設置
- 小浜市国富地区　-　2019年に設置[8]

### 滋賀県
- 高島町マキノ町浦　-　2019年7月に設置[9]
- 長浜市木尾町　-　2019年2月に設置[10]

### 京都府
- 京丹後市久美浜町市場　-[11]
- 京丹後市久美浜町永留　-[11]
- 南丹市八木町室橋　2020年8月に設置-[12]

### 兵庫県豊岡市
（2021年現在、豊岡市内に人工巣塔は24ヵ所。）
- 戸島　-　2007年設置
- 庄境（三江小学校）-　2006年設置
- 祥雲寺　-　2002年設置
- 百合地　-　2006年設置
- 伊豆　-　2008年設置
- 野上　-　2010年設置（2007年に田鶴小学校に設置→2010年に現在の位置に移設）
- 福田　-　2007年設置
- 赤石　-　2007年設置
- 下鉢山　-　2014年設置（2008年に香住に設置→2014年に現在の場所に移設）
- 山本　-　2007年設置
- 河谷　-　2006年設置
- 八代　-　2018年設置（2010年に奈佐路に設置→2018年に現在の場所に移設）
- 辻　-　2015年設置
- 森尾　-　2020年設置（2016年に河谷に設置→2017年に片間に移設→2020年に現在の場所に移設）
- 丸中（小坂小学校付近）-　2007年設置
- 袴狭　-　2007年設置
- 中川　-　2007年設置
- 唐川　-　2008年設置
- 広井　-　2012年設置
- 日撫（コウノトリの郷駅前）-　2011年設置
- 鳥居　-　2011年設置
- 森井　-　2011年設置
- 水上　-　2018年設置
- 来日　-　2008年設置

### 兵庫県養父市
- 八鹿町浅間 - 2010年3月27日に但馬県民局が設置[14]

### 兵庫県朝来市
- 山東町三保 - 2009年3月26日に但馬県民局が設置[15]
- 和田山町久田和　-　[16]

### 兵庫県高砂市
- 北浜町西浜　-　2020年2月設置[17]
- 阿弥陀町　-　2018年10月設置[18]

### 兵庫県加古川市
- 神野町神野　-　2020年11月設置[19]

### 兵庫県明石市
- 大久保町西島　-　2020年2月設置[20]

### 兵庫県稲美町
- 草谷　-　2020年3月設置[21]

### 香川県
- 三豊市　-　[22]

### 徳島県鳴門市
- 大津町段関　-　2018年3月設置[23]
- 大麻町　-　2020年8月に架け替え工事完了（2015年からコウノトリのペアが電柱に巣作りをしていたが、付近に電柱を2本立てて、巣のあった電柱の電線を架け替えることでこの電柱を巣塔にした）[24]

### 愛媛県
- 愛媛県西予市宇和町 - 2008年10月25日に地元住民らと四電工（電気工事会社）が3基設置[25]

### 鳥取県
- 鳥取県鳥取市気高町日光　-　2020年3月14日設置。個人が自費で設置したもの[26]

### 島根県
- 島根県雲南市立西小学校－2017年11月28日に設置[27]

- 島根県雲南市加茂町神原地区－2018年10月23日に設置[28]

## 撤去された人工巣塔

### 広島県
- 広島県三次市灰塚ダム上流　-　2006年に設置されたが、2021年3月に撤去された。三次市が条例で保護種に指定しているナゴヤダルマガエルの生息地があることから、ナゴヤダルマガエルを保護するために撤去された。[29]